# Brice Hortefeux
Brice Hortefeux (ur. 11 maja 1958 w Neuilly-sur-Seine) – francuski polityk i samorządowiec, minister w kilku rządach i eurodeputowany.

## Życiorys
Absolwent prawa, studiował w Instytucie Nauk Politycznych w Paryżu.
W latach 80. został członkiem Zgromadzenia na rzecz Republiki, wchodził w skład ścisłych władz tej partii. W 2002 dołączył do Unii na rzecz Ruchu Ludowego.
W okresie 1986–1994 zajmował kierownicze stanowiska w administracji lokalnej. Od 1992 zasiada w radzie regionalnej Owernii. W latach 1999–2005 sprawował mandat posła do Parlamentu Europejskiego. Był członkiem frakcji Europejskiej Partii Ludowej i Europejskich Demokratów, pracował w kilku komisjach gospodarczych.
Z PE odszedł w 2005, obejmując w rządzie Dominique’a de Villepin, obejmując stanowisko wiceministra spraw wewnętrznych odpowiedzialnego za wspólnoty terytorialne. Od 2007 w obu gabinetach François Fillona pełnił funkcję ministra imigracji, integracji, tożsamości narodowej i wspólnego rozwoju. Był pierwszą osobą sprawującą ten urząd, utworzony zgodnie z obietnicami przedwyborczymi Nicolasa Sarkozy’ego z 2007. W 2009 zastąpił Xaviera Bertranda na stanowisku ministra pracy, stosunków społecznych i solidarności. W czerwcu 2009 został ponownie wybrany posłem do Parlamentu Europejskiego, zdecydował się jednak pozostać na stanowisku rządowym. Po rekonstrukcji rządu w tym samym miesiącu objął urząd ministra spraw wewnętrznych, terytoriów zamorskich i wspólnot. Po powołaniu trzeciego rządu tego samego premiera w listopadzie 2010 dodatkowo powierzono mu obowiązki w zakresie imigracji. Z rządu odszedł w lutym 2011. W marcu tego samego roku objął mandat eurodeputowanego VII kadencji, który utrzymywał również w wyborach europejskich w 2014 i 2019.
W 2015 i 2021 wybierany na radnego regionu Owernia-Rodan-Alpy. W latach 2016–2019 pełnił funkcję wiceprzewodniczącego rady regionalnej.
Zaliczany do najbliższych współpracowników Nicolasa Sarkozy’ego, był świadkiem (wraz z Charles'em Pasqua) jego pierwszego małżeństwa z Marie-Dominique Culioli, został też ojcem chrzestnym jednego z jego synów. Jest masonem, członkiem Wielkiej Loży Narodowej Francji.